# Zeus Ridge
Zeus Ridge ist ein stark zerklüfter, steilwandiger und vereister Gebirgskamm im Zentrum der Anvers-Insel im Palmer-Archipel westlich der Antarktischen Halbinsel. Er erstreckt sich vom Mount Français in nordwestlicher Richtung zwischen der Achaean Range und der Trojan Range. Nach Angaben des Advisory Committee on Antarctic Names ist er über 1675 m hoch, das UK Antarctic Place-Names Committee gibt seine Höhe mit rund 1250 m an.
Wissenschaftler des Falkland Islands Dependencies Survey nahmen 1955 Vermessungen vor. Das UK Antarctic Place-Names Committee benannte ihn 1957 nach Zeus, dem Göttervater aus der griechischen Mythologie.